# Crocidura desperata
Crocidura desperata là một loài động vật có vú trong họ Chuột chù, bộ Soricomorpha. Loài này được Hutterer, Jenkins & Verheyen mô tả năm 1991.